# Helene von Weimar-Orlamünde
Helene von Weimar-Orlamünde war von 1435 bis 1465 Äbtissin des Klosters Hof.
Helene von Weimar-Orlamünde stammte aus einer späten Seitenlinie der Grafen von Weimar-Orlamünde und zählte zu den letzten Namensträgern des Geschlechts. Sie war eine Tochter des Grafen Otto X. auf Burg Lauenstein und Lukardis, geborene von Gera.
Entgegen der Darstellung vorausgehender Forscher, die von drei Orlamünder Gräfinnen als Äbtissinnen in Hof des 14. Jahrhunderts ausgehen, bestätigen heutige Forscher nur Helena und datieren ihr Wirken ins 15. Jahrhundert.
In der Stammliste der Grafen von Orlamünde nach Reitzenstein wird Helene 1415 als Nonne in Hof erwähnt und ihre Amtszeit als Äbtissin korrekt wiedergegeben. Demnach hatte sie noch eine Schwester Anna, die als Nonne in Ilm und in Hof weilte. 